# Polska na Mistrzostwach Świata w Lekkoatletyce 2007
Polska na Mistrzostwach Świata w Lekkoatletyce 2007 – reprezentacja Polski podczas zawodów w Osace zdobyła trzy brązowe medale. Polacy wystąpili w trzynastu finałach i zgromadzili 45 punktów co uplasowało ich na ósmym miejscu w klasyfikacji punktowej zawodów.

## Występy reprezentantów Polski

### Mężczyźni
- Bieg na 100 m
  - Dariusz Kuć – odpadł w ćwierćfinale z czasem 10,37
- Bieg na 200 m
  - Marcin Jędrusiński – odpadł w półfinale z czasem 20,54
- Bieg na 400 m
  - Daniel Dąbrowski – odpadł w eliminacjach z czasem 45,50
  - Marcin Marciniszyn – odpadł w eliminacjach z czasem 45,83
  - Rafał Wieruszewski – odpadł w eliminacjach z czasem 45,94
- Bieg na 400 m przez płotki
  - Marek Plawgo –  zajął 3. miejsce czasem 48,12 ustanawiając rekord Polski
- Sztafeta 4 × 100 m
  - Michał Bielczyk, Łukasz Chyła, Marcin Jędrusiński i Dariusz Kuć – nie ukończyła finału
  - Przemysław Rogowski i Kamil Masztak – rezerwowi, nie startowali
- Sztafeta 4 × 400 m
  - Marek Plawgo, Daniel Dąbrowski, Marcin Marciniszyn, Kacper Kozłowski oraz Rafał Wieruszewski i Witold Bańka (w półfinale) –  zajęli 3. miejsce z czasem 3:00,05
- Chód 20 km
  - Benjamin Kuciński – zajął 17. miejsce z czasem 1:26:43
  - Rafał Augustyn – zajął 26. miejsce z czasem 1:27:54
- Chód 50 km
  - Grzegorz Sudoł – zajął 21. miejsce z czasem 4:07:48
  - Rafał Fedaczyński – zajął 30. miejsce z czasem 4:24:51
  - Kamil Kalka – nie ukończył
- Skok wzwyż
  - Michał Bieniek – zajął 11. miejsce z wynikiem 2,21 (el. – 2,29)
  - Aleksander Waleriańczyk – odpadł w eliminacjach z wynikiem 2,19
- Skok o tyczce
  - Przemysław Czerwiński – nie wystąpił w eliminacjach (kontuzja ręki)
- Skok w dal
  - Marcin Starzak – odpadł w eliminacjach z wynikiem 7,92
- Pchnięcie kulą
  - Tomasz Majewski – zajął 5. miejsce z wynikiem 20,87
- Rzut dyskiem
  - Piotr Małachowski – zajął 12. miejsce z wynikiem 60,77
- Rzut młotem
  - Szymon Ziółkowski – zajął 7. miejsce z wynikiem 80,09
- Rzut oszczepem
  - Igor Janik – zajął 7. miejsce z wynikiem 83,38

### Kobiety
- Bieg na 100 m
  - Daria Korczyńska – odpadła w ćwierćfinale z czasem 11,44
- Bieg na 200 m
  - Monika Bejnar – nie wystartowała
  - Ewelina Klocek – odpadła w ćwierćfinale z czasem 23,26
- Bieg na 400 m
  - Zuzanna Radecka-Pakaszewska – odpadła w eliminacjach z czasem 52,19
- Bieg na 800 m
  - Ewelina Sętowska-Dryk – odpadła w półfinale z czasem 2:01,02
- Bieg na 1500 m
  - Lidia Chojecka – zajęła 8. miejsce z czasem 4:08,64
  - Wioletta Frankiewicz-Janowska – odpadła w eliminacjach z czasem 4:18,59
- Bieg na 3000 m z przeszkodami
  - Wioletta Frankiewicz-Janowska – nie ukończyła biegu finałowego
  - Katarzyna Kowalska – odpadła w eliminacjach z czasem 9:58,74
- Bieg na 100 m przez płotki
  - Aurelia Trywiańska – odpadła w eliminacjach z czasem 13,05
- Bieg na 400 m przez płotki
  - Anna Jesień –  zajęła 3. miejsce z wynikiem 53,92, w półfinale czasem 53,86 ustanowiła rekord Polski
- Sztafeta 4 × 100 m
  - Marta Jeschke, Daria Korczyńska, Dorota Jędrusińska i Ewelina Klocek – zajęły 8. miejsce z czasem 43,57
  - Marika Popowicz i Iwona Brzezińska – rezerwowe, nie startowały
- Sztafeta 4 × 400 m
  - Zuzanna Radecka-Pakaszewska, Grażyna Prokopek, Ewelina Sętowska-Dryk i Anna Jesień oraz Agnieszka Karpiesiuk (w półfinale) – zajęły 6. miejsce z czasem 3:26,49
  - Monika Bejnar i Bożena Łukasik – rezerwowe, nie startowały
- Chód 20 km
  - Sylwia Korzeniowska – zajęła 23. miejsce z czasem 1:37:38
- Skok o tyczce
  - Monika Pyrek – zajęła 4. miejsce z wynikiem 4,75
  - Anna Rogowska – zajęła 8. miejsce z wynikiem 4,60
- Skok w dal
  - Małgorzata Trybańska – odpadła w eliminacjach z wynikiem 6,49
- Trójskok
  - Małgorzata Trybańska – odpadła w eliminacjach z wynikiem 13,90
- Rzut dyskiem
  - Joanna Wiśniewska – zajęła 6. miejsce z wynikiem 61,35
  - Wioletta Potępa – odpadła w eliminacjach z wynikiem 59,20
- Rzut młotem
  - Kamila Skolimowska – zajęła 4. miejsce z wynikiem 73,75
- Rzut oszczepem
  - Barbara Madejczyk – zajęła 9. miejsce z wynikiem 58,37
  - Urszula Jasińska – odpadła w półfinale z wynikiem 56,20
- Siedmiobój
  - Karolina Tymińska – zajęła 15. miejsce z wynikiem 6092 punktów
  - Kamila Chudzik – zajęła 21. miejsce z wynikiem 5926 punktów